# Åbo svenska arbetarinstitut
Åbo svenska arbetarinstitut (Åbo Arbis) grundades 1908 och är ett av Finlands äldsta. Institutet är ett av de två arbetarinstitut Åbo stad upprätthåller. Det andra är det finskspråkiga Turun suomenkielinen työväenopisto(fi). De båda instituten verkar i huvudsak i det gemensamma institutshuset vid Kaskisgatan 5 i centrum av Åbo i sydvästra Finland. Arbis hantverkslokaler Åsalen ligger vid Östra Strandgatan 2 invid Aura å.

## Historia
Arbis i Åbo grundades och inledde sin verksamhet 1908. Samma år inledde det finska institutet sin verksamhet - likaså instituten i Viborg, Vasa och Uleåborg. Det finska arbetarinstitutet i Tammerfors (Tampereen seudun työväenopisto(fi)) är dock det äldsta i Finland. Då Arbis inledde sin verksamhet var Finland ett storfurstendöme (Storfurstendömet Finland) med tsaren i Ryssland som storfurste. Den ryska tiden och åren under Finlands självständighetskamp med efterföljande inbördeskrig satte stark prägel på Arbis första tid. Under det dryga sekel Arbis har verkat har verksamheten bedrivits på många adresser i Åbo - längst vid Auragatan 1.  Sedan 2008 finns Arbis vid Kaskisgatan 5.

## Verksamhet i dag
Arbis är en läroinrättning inom den fria bildningen i Finland och ordnar kurser och föreläsningar i huvudsak för vuxna. Arbis ger undervisning i olika ämnen. Eftersom verksamheten drivs med stöd av statsandelar via Undervisnings- och kulturministeriet och med budgetmedel via Åbo stad är deltagandet förmånligt för deltagarna. Arbis arbets- och undervisningsspråk är i huvudsak svenska, men verksamheten är öppen för alla oberoende av modersmål och hemort eller nationalitet. Arbis är medlem av Bildningsalliansen r.f. och Kansalaisopistojen liitto - Medborgarinstitutens förbund.

### Övriga källor
1. ↑  ”Åbo svenska arbetarinstitut – Arbis”. https://blog.edu.turku.fi/arbis/. Läst 30 november 2022.